# 鲁迦堪布
鲁迦堪布，明朝时获班禅赐封为“班禅堪布”（ban claen mkhan po），驻锡甘肃省武威市天祝藏族自治县赛什斯镇的东大寺，为藏传佛教格鲁派活佛系统。

## 沿革
据明朝大通考取科举探花的黄谏所作《景泰元年敕赐大通寺记》载，第三世鲁土司鲁贤的弟弟剌斡罗祝思早年出家，成就很高，又恰逢连年发生旱灾，鲁贤乃在其弟的宅院旁边修建佛寺作为禅修之所，后来明朝正统七年（1442年）请明朝皇帝钦赐名为“大通寺”（te thung dgong），即连城鲁土司衙门旁的妙因寺。《景泰元年敕赐大通寺记》碑原存鹰王殿，现已无存，碑文收藏在鲁土司衙门博物馆，在大经堂外的墙壁上挂有写有碑文全文的木牌。原文节录如下：
……公之弟刺斡罗祝思自稚年萌善心，早成教戒，行甚谨，而人多敬慕之。比以兹土灾旱相继，遂于所居之旁建寺，以为修禳之所。其工匠之值、木料之具与凡费用之所需皆取给於都督公，而公亦任之不辞，越一载工完，是以大殿山门堂庑库院垣墉堦闼庖溷圊泔靡不备具。而木石瓦瓮，丹垩塗塈，辉焕坚致，莫可比伦。正统壬戌年冬，始请于朝，得赐名为大通寺。具命番僧那尔藏住持领众焚修之，昆季既沐崇异，遂专价求书五大字揭于山门。今年夏五月，复具始末，求记其事。
此为鲁氏家族的僧人主持其属寺的开始。明朝末期，“鲁家喇嘛”（lu kyav bla ma）喜绕尼玛（she rab nvi ma）游历后藏向格鲁派的班禅学经，因精通大小五明而获五世班禅器重，被封为“班禅堪布”（ban claen mkhan po）。学成后，喜绕尼玛回到湟北，于土羊年（乙未，1619年）建“大通大寺”（te thung dgong chen）。《安多政教史》以及蒲文成的《甘青藏传佛教寺院》天祝藏族自治县妙因寺节，认为乙未年为1619年。该寺也称“推桑木达杰林”（thos bsam dar rgyas gling，其中thos bsam意为“闻思”，dai rgyas意为“繁荣、发达、兴盛、昌隆”，gling意为“洲”，合起来意为“闻思兴盛洲”）。因位于连城妙因寺以东，故名东大寺。鲁嘉夏仲（lu kyav zhabs drung，其中zhabs drung意为“尊前、足下、阁下”。此人即鲁家喇嘛喜绕尼玛）及其兄弟鲁土司等聘请前世衮卓（kun gr01）出任该寺堪布，制定寺规，此后按格鲁派的做法开始活佛转世，鲁土司家族属寺大多以宗亲子弟任寺主或堪布。由此可推断，经第一世“班禅堪布”喜绕尼玛的推动，鲁土司家族属寺开始改信格鲁派，并且波及连城地区。
喜绕尼玛即为第一世班禅堪布，又称鲁迦堪布。此后，该转世系统连续传至第八世。第八世鲁迦堪布1957年坐床，1958年圆寂。此后鲁迦堪布长期空缺。直到1992年，才又经政府批准，由第六世嘉木样活佛认定了鲁迦堪布的转世灵童，并坐床成为第九世鲁迦堪布。

## 历世鲁迦堪布
以下不计追认，列出历世鲁迦堪布：
| 世数   | 生年   | 坐床年份 | 卒年   | 汉文姓名                | 藏文姓名 |
| ------ | ------ | -------- | ------ | ----------------------- | -------- |
| 第一世 | ？     | ——       | ？     | 鲁迦堪布·喜绕尼玛       |          |
| 第二世 | ？     | ？       | ？     | 鲁迦堪布·喜绕多吉       |          |
| 第三世 | ？     | ？       | ？     | 鲁迦堪布·益喜图丹达吉   |          |
| 第四世 | ？     | ？       | ？     | 鲁迦堪布·益喜噶丹绕布吉 |          |
| 第五世 | ？     | ？       | ？     | 鲁迦堪布·噶桑格勒嘉措   |          |
| 第六世 | ？     | ？       | ？     | 鲁迦堪布·罗桑丹曲达吉   |          |
| 第七世 | ？     | ？       | ？     | 鲁迦堪布·丹增嘉措       |          |
| 第八世 | 1953年 | 1957年   | 1958年 | 鲁迦堪布（法名不详）    |          |
| 第九世 | 1983年 | 1992年   | 在世   | 鲁迦堪布·罗藏春来坚措   |          |